# Attraktionsorkestern
Attraktionsorkestern är ett storband knutet till Norrlands nation i Uppsala.

## Historia
Storbandet bildades 1978 på initiativ av Johan Söderlind som en utbrytargrupp ur Svenska Showorkestern Phontrattarne. 
Attraktionsorkestern uppträder regelbundet på olika nationsevenemang, men också på konferenser, företagsfester, bröllop och festivaler samt arrangerar varje år en stor show vid Lucia. Dessutom deltar bandet på orkesterfestivalerna STORK och SOF varje år. Till Attraktionsorkestern hör också den egna showdansgruppen Attrapperna. Bandet och baletten benämns ofta förkortat "Attra".
Attras logotyp är en palm, som också återfinns på ryggen av bandets/balettens röda overaller.
Attraktionsorkesterns repertoar består av storbandsmusik blandat med funk, soul, disco och schlager.

## Diskografi
- Shh-Boom (1983)
- Roligare med stil (1997)
- Jazz (2000)
- Behind Bars (2006)
- Weapons Of Mass Attraction (2014)
- Dag Efter Dag | Uppsala (2022)